# Quessant
für die europäische Insel siehe Ouessant, für die Zwergschafrasse siehe Ouessantschaf
Quessant (Tariwerwi oder Ouessant) ist eine unbewohnte Korallen-Insel im Südosten von Papua-Neuguinea. Sie gehört zum Louisiade-Archipel. Politisch ist sie Teil der Provinz Milne Bay.
Das niedrige Quessant liegt auf dem nordöstlichen Rand eines Riffes und ist mit dichter Vegetation bedeckt. Zwischen Quessant und den nächsten, ca. 16 km nordwestlich gelegenen Stuers-Inseln befinden sich drei weitere Riffe.
Louis Antoine de Bougainville entdeckte die Insel am 17. Juni 1768 und benannte sie wegen ihrer Ähnlichkeit nach Ouessant, der französischen Insel nahe Brest, dem Ausgangspunkt seiner Weltumseglung.
Am 1. Juni 1794 fand bei Quessant ein Seetreffen statt, bei dem es zu einer großen Zahl von Verwundeten kam, die (wie Dominique Jean Larrey berichtete) von dem Wundarzt des von den Engländern genommenen Schiffes Téméraire der Téméraire-Klasse behandelt wurden.